# Cazaugitat
Cazaugitat är en kommun i departementet Gironde i regionen Nouvelle-Aquitaine i sydvästra Frankrike. Kommunen ligger i kantonen Pellegrue som tillhör arrondissementet Langon. År 2022 hade Cazaugitat 212 invånare.

## Befolkningsutveckling
Antalet invånare i kommunen Cazaugitat
Referens:INSEE